# Elias Kane
Elias Kent Kane, né le 7 juin 1794 à New York et mort le 12 décembre 1835, est un homme politique américain, membre du Parti démocrate et sénateur de l'Illinois de 1825 à 1835.